# William Burress
William Burress est un acteur américain né le 19 août 1867 à Newcomerstown, en Ohio (États-Unis) et mort le 30 octobre 1948 à Los Angeles (États-Unis).

## Filmographie

### Années 1910
- 1915 : A Bunch of Keys : Littleton Snaggs
- 1916 : A Man of Sorrow
- 1916 : The Battle of Hearts : capitaine Sprague
- 1916 : The Man from Bitter Roots, d'Oscar Apfel : Toy
- 1916 : The End of the Trail : père Le Jeune
- 1916 : The Fires of Conscience : Randolf Sneed
- 1917 : The Soul of Satan : Alden Lee
- 1917 : The Book Agent : Crandall Barker
- 1917 : The Spy : Freiheer Von Wittzchaeft
- 1917 : The Scarlet Pimpernel : Chauvelin
- 1918 : A Soul for Sale : Hale Faxon
- 1918 : Kultur : The Kaiser
- 1918 : The Rainbow Trail : Waggoner
- 1918 : La Flamme et le Papillon (The Talk of the Town) de Allen Holubar
- 1919 : The Forbidden Room : Avocat
- 1919 : Heartsease : Peter Padbury
- 1919 : Paid in Advance : Regan
- 1919 : Lord and Lady Algy (en) de Harry Beaumont : Brabazon Tudway

### Années 1920
- 1921 : The Great Impersonation : Dr Hugo Schmidt
- 1922 : The Girl Who Ran Wild : Johnny Cake
- 1927 : Yours to Command : Pa O'Brien
- 1927 : Fluttering Hearts, de James Parrott : Père

### Années 1930
- 1931 : Five and Ten : homme dans la salle d'attente
- 1931 : Local Boy Makes Good (en) de Mervyn LeRoy : col. Small
- 1931 : Blonde Crazy de Roy Del Ruth : col. Bellock
- 1932 : Lovers Courageous : Tobacconist
- 1932 : Scarface, de Howard Hawks : Juge (alternate ending)
- 1932 : Scandal for Sale
- 1932 : The Famous Ferguson Case : Dad Sipes
- 1932 : L'Étrange Passion de Molly Louvain (The Strange Love of Molly Louvain) de Michael Curtiz : Policier
- 1932 : Street of Women : Docteur
- 1932 : À tour de brasses (You Said a Mouthful) de Lloyd Bacon : Roger Colby
- 1932 : Rasputin and the Empress
- 1933 : They Just Had to Get Married : Bradford
- 1933 : Lost in Limehouse : Hop Tup
- 1933 : Turn Back the Clock, d'Edgar Selwyn : Mr. Cradwell
- 1933 : Broadway Through a Keyhole : Thomas Barnum
- 1933 : The World Changes : Mr. Krauss, un banquier
- 1933 : Convention City : Customer
- 1934 : Les Pirates de la mode (Fashions of 1934), de William Dieterle : Feldman
- 1934 : The Show-Off de Charles Reisner : Andrew Barnabas
- 1934 : La Belle du Missouri (The Girl from Missouri) de Jack Conway : Mr. Freddie Hay
- 1934 : Jane Eyre : Ministre
- 1934 : Une nuit d'amour (One Night of Love), de Victor Schertzinger : Mr. Barrett, le père de Mary
- 1934 : The Richest Girl in the World : Editeur de Haley
- 1934 : Opened by Mistake
- 1934 : Il était une bergère (Babes in Toyland) : le fabricant de jouets
- 1935 : Grande Dame (Grand Old Girl) de John S. Robertson : Butts
- 1935 : Le Démon de la politique (The County Chairman) de John G. Blystone
- 1935 : Le Petit Colonel (The Little Colonel), de David Butler : Dr Scott
- 1935 : La Fugue de Mariette (Naughty Marietta) de Robert Z. Leonard et W. S. Van Dyke : l'employé de l'animalerie
- 1935 : Life Begins at Forty (en) de George Marshall : ami d'Abercrombie
- 1935 : The Big Broadcast of 1936
- 1935 : Dr. Socrates (en) de William Dieterle : George S. Harris, propriétaire de l'épicerie
- 1935 : La Vie de Louis Pasteur (The Story of Louis Pasteur), de William Dieterle : Docteur
- 1936 : I'd Give My Life
- 1936 : Nick, Gentleman détective (After the Thin Man), de W. S. Van Dyke : cousin Lucius
- 1937 : Wild Money : Spreckett
- 1937 : We Who Are About to Die de Christy Cabanne : Charlie Gaunt, le caissier
- 1937 : Racketeers in Exile : Thornton
- 1937 : L'Entreprenant Monsieur Petrov (Shall We Dance), de Mark Sandrich : Juge de Paix du New Jersey
- 1937 : Mountain Music (en) de Robert Florey : Hillbilly
- 1937 : You Can't Beat Love (en) de Christy Cabanne : Mr. Maxwell
- 1937 : She Asked for It : Coroner
- 1937 : Hot Water : employé
- 1937 : Partners in Crime (en) : policier.